# Order Świętego Włodzimierza
Order Świętego Równego Apostołom Księcia Włodzimierza (ros. Oрден Святого Равноапостольного великого князя Владимира) – do roku 1917 odznaczenie za zasługi cywilne i wojskowe Imperium Rosyjskiego, obecnie jeden z orderów domowych b. rosyjskiego domu panującego Romanowów.

## Historia
Jako ostatni order ustanowiony przez carów (gdyż Order Orła Białego i Order św. Stanisława zostały przejęte z Polski po 1831), order św. Włodzimierza został ufundowany 22 września?/3 października 1782 przez cesarzową Katarzynę II z okazji 20 jubileuszu jej panowania. Poświęcony był pamięci prawnuka Ruryka – św. Włodzimierza, który wprowadził na Ruś chrześcijaństwo. Jako pierwszego kawalera Orderu św. Włodzimierza caryca Katarzyna II odznaczyła samą siebie.
Początkowo order miał cztery klasy – Krzyż Wielki I i II klasy, Krzyż Komandorski i Krzyż Kawalerski. 26 listopada 1789 (7 grudnia według nowego stylu) na mocy postanowienia Katarzyny II wprowadzono jako uzupełnienie klasy IV – kokardę (бант) na wstędze. Order z kokardą (орден с бантом нa лeнтe) oznaczał odznaczenie za zasługi wojskowe. Osobną klasę wojskową ustanowiono w 1855 (dodano do orderu skrzyżowane miecze).
Po wstąpieniu na tron Rosji, następca Katarzyny II, jej syn Paweł I, „zapomniał” o orderach ustanowionych przez matkę – zarówno o Orderze św. Włodzimierza, jak i o Orderze św. Jerzego. W czasie jego pięcioletniego panowania nie nadano tych odznaczeń. Dopiero jego syn i następca – Aleksander I – rozkazem z 12 grudnia 1801 (24 grudnia według nowego stylu) „wskrzesił” nadawanie Orderu św. Włodzimierza za cywilne i wojskowe zasługi.

## Insygnia
Odznaka orderu to emaliowany na czerwono z czarnymi brzegami krzyż kawalerski, bez kulek na zakończeniach ramion. W medalionie środkowym awersu znajduje się malowany farbą emaliową rozwieszony, ukoronowany płaszcz książęcy podbity gronostajami, a na nim monogram księcia „CB” (Святой Владимир); cyrylica występuje tu po raz pierwszy w carskich krzyżach orderowych). W medalionie rewersu widzimy pisaną srebrnymi literami datę ustanowienia – 22 ceнтябpя 1782.
Gwiazda orderowa (tylko dla I i II klasy) jest srebrna, ośmiopromienna, z czterema srebrnymi i czterema złotymi promieniami. Jej medalion środkowy pokazuje złoty krzyż orderu (bez emalii), noszący litery C P K B (zob. rosyjska nazwa orderu), otoczony czerwoną opaską z dewizą odznaczenia ΠOЛЬЗA ЧECТЬ И CЛABA (pl. Pożytek Honor i Chwała). Dewiza ta została przejęta w 1994 przez Order „Za zasługi dla Ojczyzny”.
We wprowadzonej 5 sierpnia 1855 (17 sierpnia według nowego stylu) odrębnej klasie wojskowej dodano do orderu złote miecze między ramionami krzyża i na gwieździe. Dodatkowe, skrzyżowane złote miecze pod kółkiem zawieszenia oznaczały ponowne nadanie mieczy do orderu.
W 1816 na poziomych ramionach krzyża IV klasy zaczął się pojawiać napis: 35 лет („35 lat”) – odznaczenie takie dostawali urzędnicy państwowi w nagrodę za „nieskazitelną służbę” (за беспорочную службу). Od 1845, zgodnie z nowym statutem zatwierdzonym przez cara Mikołaja I, za długoletnią (25 lat), wierną służbę orderem IV klasy nagradzano oficerów wojsk lądowych – wtedy na ramionach krzyża umieszczano napis: 25 лет. Podobnie – za uczestnictwo w 18 sześciomiesięcznych kampaniach i udział w co najmniej jednej bitwie odznaczano żołnierzy marynarki wojennej; wtedy krzyż nosił napis: 18 кампаний. Żołnierze, którzy nie uczestniczyli w bitwach, otrzymywali order IV klasy z napisem: 20 кампаний, za udział w 20 kampaniach.
Urzędnik państwowy, odznaczony orderem IV klasy za 35 lat „nieskazitelnej służby”, nabywał w ten sposób prawa „dziedzicznego szlachectwa” (потомственное дворянство). Jednak w 1900 kawalerów orderu IV klasy przywileju tego pozbawiono – car Mikołaj II prawo nabycia w ten sposób szlachectwa pozostawił tylko kawalerom klas I, II i III (w praktyce oznaczało to osoby w randze nie niższej niż pułkownik).
Niechrześcijanie otrzymywali order z carskim orłem zamiast monogramu św. Włodzimierza w medalionie awersu krzyża oraz z medalionem rewersu krzyża na gwieździe. Orderu Św. Włodzimierza nie nadawano z brylantami.
Tak, jak przy innych carskich orderach emaliowanych na czerwono, występują i tu niezgodne ze statutami odznaki z czarną emalią.
Order noszony był na czerwonej wstędze z czarnymi paskami po boku. Reguły noszenia Orderu św. Włodzimierza są następujące:
- I klasa – krzyż na wstędze o szer. 10 cm, przewieszonej przez prawe ramię na lewą pierś; gwiazda na lewej piersi
- II klasa – krzyż na wstędze o szer. 5,5 cm, noszonej na szyi; gwiazda również na lewej piersi
- III klasa – krzyż na wstędze o szer. 4,5 cm, noszonej na szyi
- IV klasa – krzyż na wstążce orderowej o szer. 2,2 cm i podkładce

Order św. Włodzimierza nadawany był także przez Rząd Tymczasowy Kiereńskiego.
| Order Świętego Włodzimierza (cesarski) | Order Świętego Włodzimierza (cesarski) | Order Świętego Włodzimierza (cesarski) | Order Świętego Włodzimierza (cesarski) |
| I klasa                                | I klasa (niechrześcijanie)             | I klasa z mieczami                     | I klasa z mieczami (ponownie)          |
| -------------------------------------- | -------------------------------------- | -------------------------------------- | -------------------------------------- |
|                                        |                                        |                                        |                                        |
| IV klasa                               | IV klasa z mieczami                    | IV klasa z mieczami i kokardą          | IV klasa za 35 lat służby              |
|                                        |                                        |                                        |                                        |

W 1957 nazwę orderu otrzymało również ustanowione przez Kościół Prawosławny w ZSRR trójklasowe odznaczenie kościelne dla duchownych.
| Order Świętego Włodzimierza (cerkiewny) | Order Świętego Włodzimierza (cerkiewny) | Order Świętego Włodzimierza (cerkiewny) | Order Świętego Włodzimierza (cerkiewny) |
| I klasa                                 | II klasa                                | III klasa                               |                                         |
| --------------------------------------- | --------------------------------------- | --------------------------------------- | --------------------------------------- |
|                                         |                                         |                                         |                                         |